# De Prins der Geïllustreerde Bladen

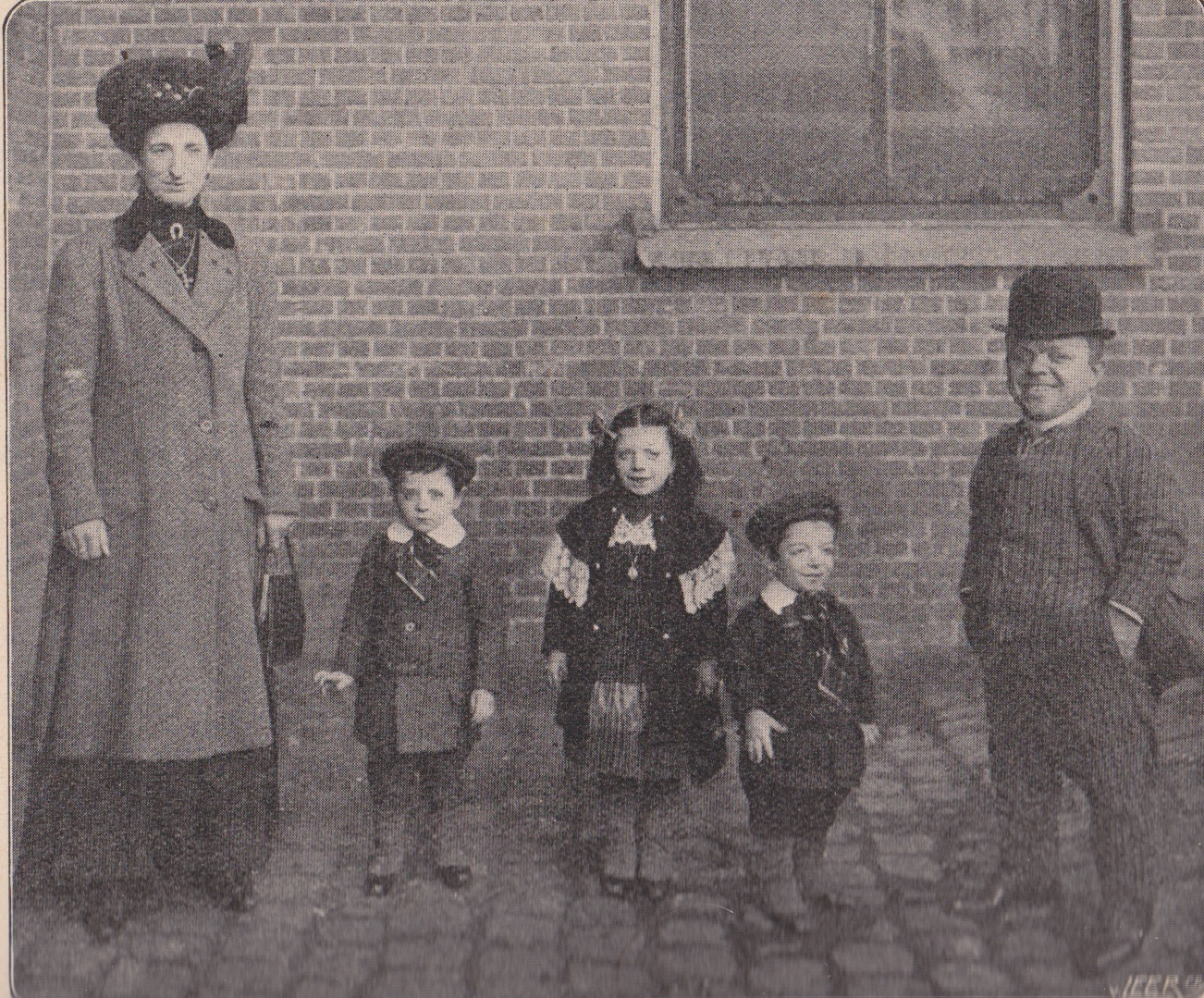
Foto van het "potsenmakertje" Kleine Jacob met zijn gezin in De Prins der Geïllustreerde Bladen

De Prins der Geïllustreerde Bladen (afgekort als De Prins) was een Nederlands tijdschrift dat werd uitgegeven tussen 1901 en 1948. In het tijdschrift stonden veel foto's, recensies en vervolgverhalen (onder anderen van Arthur Conan Doyle). Ook stonden er personalia en overlijdensberichten van belangrijke personen in. 
Het blad werd uitgegeven door Uitgeverij N.J. Boon te Amsterdam. De uitgever/directeur was N.J. Boon.